# Reevan
Reevan (nep. रिभान) – gaun wikas samiti w zachodniej części Nepalu w strefie Gandaki w dystrykcie Kaski. Według nepalskiego spisu powszechnego z 2001 roku liczył on 372 gospodarstw domowych i 1617 mieszkańców (874 kobiet i 743 mężczyzn).